# Cinema de Moçambic
El cinema de Moçambic ha crescut els darrers anys i, tot i que és un mercat extremadament difícil, ha viscut en els últims anys una gran explosió de producció que ha cridat l'atenció per les seves característiques úniques. La seva producció és tal que ja li ha valgut el sobrenom de "Globowood", per ser considerada la primera indústria de producció cinematogràfica més gran de Moçambic, i que Globowood pretén ser la quarta indústria cinematogràfica del món, només per darrere del Nollywood, Hollywood i Bollywood. El volum de producció que Globowood estima per any és de 500 pel·lícules per any, totes filmades i distribuïdes a Moçambic i a la resta del món doblades en diferents idiomes.

## Orígens
La indústria del cinema a Moçambic es va fundar l'any 1975. A Luta Contunua (1971) és una pel·lícula que es va rodar abans de la fundació del país Es va mostrar a Europa i als EUA per organitzacions que donaven suport a la lluita per la llibertat dels moçambiquesos. Fundat el 1975 després de la independència del país, l'Instituto Nacional de Cinema va contribuir al desenvolupament de la pel·lícula.
Un Ano de Independencia (1975) de Fernando Silva, fundador del cinema moçambiquès, narra com les antigues colònies portugueses van aconseguir la seva independència, Mapai (1976) narra els atacs de les tropes de Rhodèsia a pobles que recolzen els guerrillers de Zimbabwe i Nyozania (1976), en canvi, es va centrar en l'atac a un campament amb aquest nom.
Dirigida pel director brasiler moçambiquès Ruy Guerra, Mueda, Memoria e Massacre (1979) tracta sobre la famosa massacre en què l'exèrcit portuguès va destruir un poble sencer a la frontera amb Tanzània.

## En l'actualitat
A més d'un cicle de cinema, cineastes de Moçambic, entre ells Natércia Chicane i Júlio Silva, van presentar al club C&C, el llibre de l'investigador etnomusicòleg, productor i director Júlio Silva Instrumentos Tradicionais de Moçambique. El cicle de cinema es va inaugurar amb la pel·lícula de Mickey Fonseca i Pipas Forjaz O lobolo. El març de 2011 va guanyar el Premi Especial del Jurat al 22è Festival Panafricà de Cinema i Televisió (FESPACO) a la ciutat de Ouagadougou.
Tot i que el cinema creix, molts cineastes reclamen polítiques de suport a aquest àmbit cultural-professional, Pedro Pimenta lamenta el poc reconeixement dels cineastes del país. Per al cineasta nominat a l'Oscar als EUA, Moçambic necessita polítiques que fomentin la producció cinematogràfica.
La pel·lícula Xilunguine – A Terra Prometida d'Inadelso Cossa va ser guardonat amb una Menció d'Honor al Festival de Cinema Etnogràfic de Recife a Brasil i ja s'ha mostrat en festivals com IndieLisboa – Festival de Cinema Independent de Lisboa 2017 a Portugal i IDFA-Festival Internacional de Documentals de Amsterdam als Països Baixos on la pel·lícula va fer la seva estrena mundial i va rebre una menció honorífica.
El curtmetratge 'DINA' es consolida com el film de ficció de Moçambic amb més premis internacionals en guanyar la categoria Prix de l'Organisation Internationale de la Francophonie du meilleur court-métrage, Afrique Connexion, al Festival Internacional de Cinema Vues d'Afrique.
En els darrers anys ha aparegut una nova generació de cineastes, els més destacats són Afrocinemakers, una incubadora de cinema que produeix més de 20 curtmetratges a l'any de diferents cineastes. La pel·lícula Ontogenesis dirigida per J J Nota, va ser seleccionada en diversos festivals.
Amb totes aquestes dificultats i èxits narrats pels cineastes moçambiquesos, segons els creadors de Globowood, el final arribarà a la seva fi i a partir del 2019, Moçambic viurà els seus nous moments en el món del setè art.